# After the Hunt
After the Hunt es el próximo thriller dirigido por Luca Guadagnino y escrito por Nora Garrett. Está protagonizado por Julia Roberts, Ayo Edebiri, Andrew Garfield, Michael Stuhlbarg y Chloë Sevigny .

## Trama
Una profesora universitaria se ve obligada a lidiar con su secretivo pasado después de que uno de sus colegas se enfrenta a una grave acusación. 

## Reparto
- Julia Roberts como Alma Olsson, una respetada y querida profesora en una universidad de la Ivy League.
- Ayo Edebiri como Maggie Price, una joven estudiante de filosofía y protegida de Alma.
- Andrew Garfield como Henrik "Hank" Gibson, colega y amigo cercano de Alma, quien es acusado de agresión.
- Michael Stuhlbarg como Frederik Olsson, el esposo de Alma
- Chloë Sevigny como Kim, colega de Alma y Hank.
- Lío Mehiel
- Ariyan Kassam
- Will Price
- Thaddea Graham
- Christine Dye
- Burgess Byrd

## Producción
En marzo de 2024, fue anunciado que Julia Roberts protagonizaría la película, con Luca Guadagnino como director.  En mayo, Andrew Garfield y Ayo Edebiri se unieron al reparto.   Garfield deseaba trabajar con Guadagnino desde el estreno de I Am Love .  En Junio, Michael Stuhlbarg y Chloë Sevigny se unieron al reparto.   Guadagnino eligió a Edebiri tras verla en Bottoms (2023). 
El rodaje comenzó en Londres y la Universidad de Cambridge el 6 de julio de 2024.   Ese mismo mes, Lio Mehiel, Thaddea Graham, Will Price, Christine Dye y Burgess Byrd se unieron al elenco de la película. El rodaje finalizó el 16 de agosto, tras seis semanas de grabación.  El director de fotografía Malik Hassan Sayeed filmó el proyecto en película de 35 mm, lo que marcó su regreso a la producción cinematográfica después de 25 años.  Trent Reznor y Atticus Ross compusieron la banda sonora. 

## Estreno
After the Hunt está programada para estrenarse en formato limitado en Estados Unidos el 10 de octubre de 2025, antes de expandirse a un lanzamiento amplio el 17 de octubre.   Será la primera película de Amazon MGM Studios que se estrenará internacionalmente por Sony Pictures Releasing International tras la conclusión de un acuerdo de cuatro años con Warner Bros. Pictures . 